# 百鍊抄
《百鍊抄》是日本的一部编年体史书，叙述从冷泉天皇安和元年（968年）到后深草天皇正元元年（1259年）的事迹，共17卷，其中前三卷逸失，作者不详。